# ロジェ・ワルコヴィアック

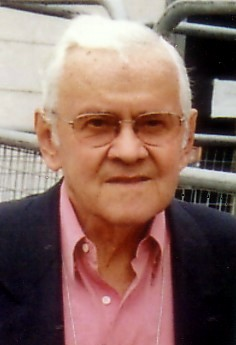
ロジェ・ワルコヴィアック

ロジェ・ワルコヴィアック（Roger Walkowiak、1927年3月2日 - 2017年2月6日）は、フランス、モンリュソン出身の元自転車競技選手。

## 経歴
1953年のパリ〜ニース、1955年のドーフィネ・リベレでそれぞれ総合2位。
1956年、ブエルタ・ア・エスパーニャで区間1勝を挙げ、同年のツール・ド・フランスを迎えた。北東中央地区チームの一員として出場。1955年まで3連覇を果たした、ルイゾン・ボベが不参加となったことから本命不在の大会となったが、ドメスティック（アシスト）と見られていたワルコヴィアックを優勝候補に挙げる声はなかった。
そんな下馬評の中、第7ステージ終了後に総合首位に立ったワルコヴィアックは、第9ステージまでマイヨ・ジョーヌを堅持。その後も総合10位以内をしっかりとキープした。さらにアルプス山脈超えステージに入った第16ステージ以降、粘り強い走りを見せる。第17ステージでは、総合首位ワウト・ワフトマンスに対し4分27秒差の総合2位に浮上。そして第18ステージでは、ワフトマンスが区間5位でゴールしたワルコヴィアックに対して、8分9秒遅れの区間30位と大敗したことから、再びワルコヴィアックが総合首位に立った。その後、フランスナショナルチームのジルベール・ボヴァンが猛追。第20ステージの個人タイムトライアル終了後、ワルコヴィアックに1分25秒差まで詰め寄った。しかしワルコヴィアックは、出身地のモンリュソンがゴールとなった第21、そして、パルク・デ・プランスがゴールの最終第22の両ステージにおいて、ボヴァンに1秒も差を縮めさせず、区間優勝を一度も経験しないまま、ついに総合優勝を果たした。
その後は、1957年のブエルタにおける区間1勝がある程度の戦績に終わり、1960年限りで引退。引退後、ガソリンスタンドの経営者となった。